# Alvin Colt
Alvin Colt (Louisville, Kentucky, 5 de julio de 1916 – Nueva York, Nueva York, 4 de mayo de 2008) fue un diseñador de vestuario estadounidense. Trabajó en Broadway durante más de 60 años, diseñando el vestuario para más de 50 producciones teatrales.
Alvin Colt y su hermano quedaron huérfanos de ambos padres a una edad temprana. Estudió diseño en la Universidad de Yale pero nunca obtuvo su título de grado. Después de abandonar la universidad, se mudó a la ciudad de Nueva York, donde inicialmente trabajó para varias compañías de teatro y ballet, y allí descubrió sus preferencias por el vestuario. Su primer trabajo en esta área fue para el musical On the Town, el cual también fue el debut del compositor y director de orquesta Leonard Bernstein. 
En 1955, Alvin Colt ganó el Premio Tony por el musical Pipe Dream. En 1957, elaboró los trajes para el espectáculo Rumple. El último show oficial en el que trabajó fue en If you ever leave me...I'm going with you!, en el año 2001. 
Fue incluido en el Salón de la Fama del Teatro Americano en 2002.
Alvin Colt falleció de causas naturales, en Nueva York, el 4 de mayo de 2008.